# Milton Eisenhower

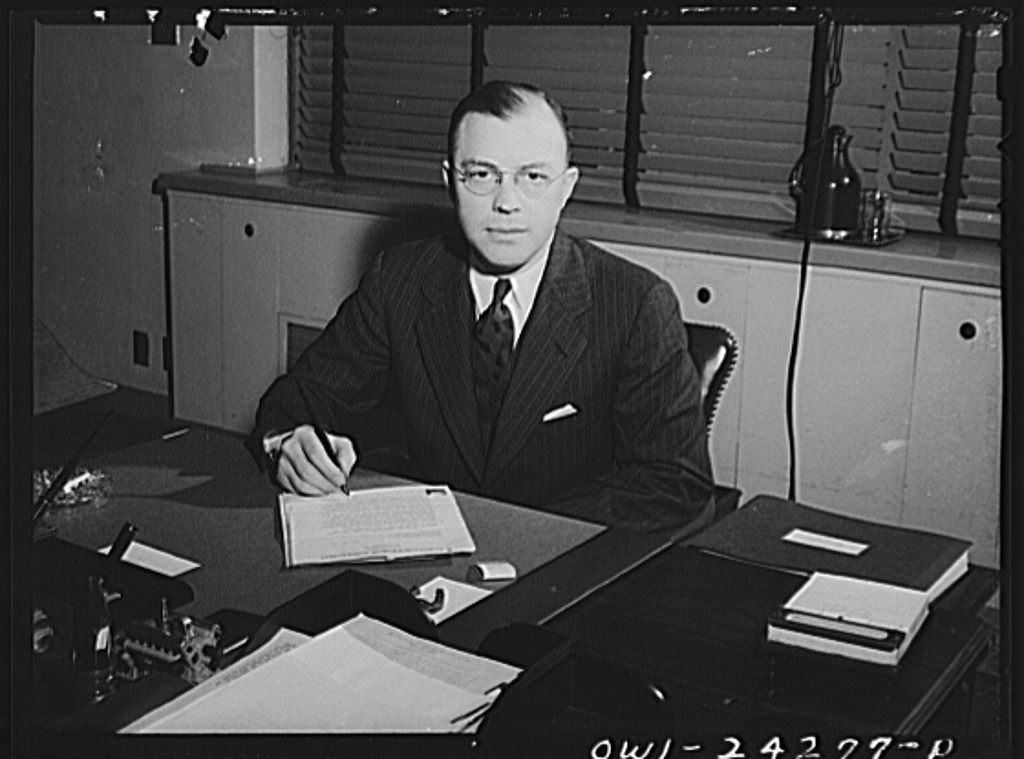

Milton Stevor Eisenhower (ur. 15 września 1899, zm. 2 maja 1985) – amerykański działacz oświatowy, brat prezydenta Dwighta.
Pracował jako urzędnik w administracji federalnej. Od 1943 sprawował funkcję rektora wyższych uczelni, takich jak University of Kansas (1943–1950) oraz Uniwersytet Johnsa Hopkinsa w Baltimore w latach 1956–1967. Od 1968 do 1969 przewodniczył komisji, która zajmowała się badaniem powodów przemocy w społeczeństwie USA oraz sposobów jej zapobiegania.